# Gran Premio Macario
El Gran Premio Macario es una prueba ciclista de un día amateur española, que se disputa en la ciudad de Alcalá de Henares (Comunidad de Madrid) y sus alrededores, en el mes de marzo.
Creada en 2002 desde sus inicios es puntuable para la Copa de España.
Está organizado por el Club Ciclista Iplacea.

## Palmarés
| Año  | Ganador               | Segundo                   | Tercero                   |
| ---- | --------------------- | ------------------------- | ------------------------- |
| 1999 | Alfredo Sanz          | Pablo Trapiella           | Rubén Trenado             |
| 2000 | Emilio López          | Antonio Martín Rodríguez  | Benjamín Noval            |
| 2001 | Jordi Riera           | Alejandro Valverde        |                           |
| 2002 | Javier Ramírez Abeja  | Pablo de Pedro            | Aitor Pérez Arrieta       |
| 2003 | Luis Pérez            | Jesús del Nero            | Mikel Gaztañaga           |
| 2004 | Lucas Sebastián Haedo | José Joaquín Rojas        | Jesús del Nero            |
| 2005 | Pedro Luis Castillo   | Eloy Teruel               | Eladio Sánchez            |
| 2006 | Isaac Escola          | Ivan Alberdi              | Jorge Pérez               |
| 2007 | Francisco Torrella    | Óscar Pujol               | David Gutiérrez Gutiérrez |
| 2008 | David Vitoria         | Ángel Madrazo             | Luis Olmo                 |
| 2009 | Egoitz García         | Francisco Javier Martínez | Gonzalo Zambrano          |
| 2010 | Eduard Prades         | Enrique Sanz              | Raúl Alarcón              |
| 2011 | Evgeny Shalunov       | Artur Yershov             | Sergei Belykh             |
| 2012 | Juan Carlos Riutort   | Airán Fernández           | Mike Terpstra             |
| 2013 | Fernando Grijalba     | Ibai Salas                | Sebastián Mora            |
| 2014 | Juan Ignacio Pérez    | Alain González            | Artem Samolenkov          |
| 2015 | Vadim Zhuravlev       | Héctor Sáez               | Artem Samolenkov          |
| 2016 | Jon Irisarri          | Antonio Angulo            | Marcos Jurado             |
| 2017 | Francisco García Rus  | Gonzalo Serrano           | Juan Antonio López-Cózar  |
| 2018 | Xavier Cañellas       | José Daniel Viejo         | Dzmitry Zhyhunou          |
| 2019 | Leángel Linárez       | Roger Adrià               | Alejandro Ropero          |

## Palmarés por países
| País      | Victorias |
| --------- | --------- |
| España    | 13        |
| Rusia     | 2         |
| Suiza     | 1         |
| Argentina | 1         |
| Venezuela | 1         |